# Yoann Folly
Pour les articles homonymes, voir Folly.
Yoann Folly est un footballeur français né le 6 juin 1985 à Paris. Il est milieu de terrain.

## Biographie
Il intègre à 13 ans le centre de préformation de l'INF Clairefontaine. Sous les couleurs de l'INF Clairefontaine, invaincu toute la saison, il remporte le championnat de France des moins de 15 ans 2000-2001 face à l'AS Saint-Étienne. Au terme des 3 ans de formation, Yoann Folly intègre le centre de formation de l'ASSE, avant de rallier l'Angleterre et Southampton. 
Il fait des débuts remarqués avec l'équipe première de Southampton durant la saison 2003-2004 alignant 9 matches en tant que titulaire. Sa seconde saison commence par une blessure qui l'éloigne pendant deux mois des terrains. Il peine alors à intégrer le onze de départ et se voit prêté respectivement à Nottingham Forest (où il marque son premier but en Angleterre) et à Preston North End.
En janvier, Folly est prêté à Sheffield Wednesday, club où il retrouve Paul Sturrock, son ancien entraineur à Southampton. En mai 2006, il est présélectionné avec l'équipe du Togo pour la Coupe du Monde en Allemagne mais ne répond pas à la convocation du coach. Il est définitivement engagé par Sheffield en juillet 2006. Le départ de Sturrock, ajouté à des blessures récurrentes provoquent le départ de Folly en janvier 2008 à Plymouth Argyle où il retrouve encore Sturrock et de nombreux joueurs français comme Lilian Nalis, Nadjim Abdou, Romain Larrieu ou Mathias Kouo-Doumbé.
Après de bons débuts à Plymouth, les blessures le rattrapent -une nouvelle fois-. En juillet 2010, après la relégation de son club en League One, il décide de rejoindre l'Aberdeen FC.

## Carrière
- 2001 - 2003 : AS Saint-Étienne  France
- 2003 - 2006 : Southampton  Angleterre
  - 01/2005 : Nottingham Forest  Angleterre (prêt)
  - 03/2005 - 04/2005 : Preston North End  Angleterre (prêt)
  - 01/2006 - 2006 : Sheffield Wednesday  Angleterre (prêt)
- 2006 - 01/2008 : Sheffield Wednesday  Angleterre
- 01/2008 - 2010: Plymouth Argyle  Angleterre
  - 2010 : Dagenham & Redbridge  Angleterre (prêt)
- 2010-2012 : Aberdeen  Écosse[3],[4],[5]